# Особняк Э. Э. Брёмме
Особняк Э. Э. Брёмме — исторический особняк в Санкт-Петербурге. Расположен в Василеостровском районе, по адресу 12-я линия, дом 41 корпус 1 литера Ж. Объект культурного наследия регионального значения. Один из немногих сохранившихся деревянных особняков в историческом центре Санкт-Петербурга. Также известен в качестве одного из «блокадных адресов»: во время блокады Ленинграда в особняке работала так называемая «витаминная аптека».

## История
В XVIII — начале XIX века на месте особняка, на территории, ограниченной с северо-востока 11-й линией и Малым проспектом, находилась усадьба с деревянными жилыми домами, служебными зданиями и парком. Владельцы усадьбы доподлинно неизвестны. С середины XIX в. участок стали распродавать по частям и застраивать. Согласно Всеобщей адресной книге Санкт-Петербурга (1867—1868), владелицей уже существовавшего деревянного особняка на участке № 33 Васильевской части (современный дом 41) была купеческая жена Аграфена Арсентьевна Белова. Точная дата постройки особняка не установлена, однако считается, что в 1851 году дом перестраивал архитектор Н. П. Гребёнка.
Во второй половине XIX века участок продолжал застраиваться. В начале 1890-х гг. участок частично принадлежал торговому дому «Парвиайнен и К°», тогда же началось промышленное строительство. С 1893 года владельцами участка стали братья Эдуард, Роберт и Вильгельм Брёмме — потомки немецкого архитектора Эдуарда Георга Христиана Брёмме (нем. Christian Brömme), поселившегося в Санкт-Петербурге в начале XIX века. Братья Брёмме состояли в родстве с семейством известных петербургских аптекарей Пелей: их отец был женат на сестре Вильгельма Пеля Вильгельмине Марии, а один из братьев, Эдуард — на его дочери Эмилии.
В середине 1890-х годов торговой фирмой «Братья Брёмме» была основана фабрика химических эфирных масел и химических препаратов, в 1897—1898 гг. на участке, где находился особняк, по проекту архитектора А. П. Соскова были дополнительно построены кирпичные корпуса фабрики. На фабрике Брёмме изготавливались эфирные масла для парфюмерии и аптечного дела, фруктовые эссенции, применявшиеся при изготовлении лимонадов и кондитерских изделий, а также анилиновые красители.
Деревянный одноэтажный особняк с мезонином, принадлежавший на тот момент Эдуарду Эдуардовичу Брёмме и служивший также конторским зданием при фабрике, в 1906 году перестраивался по проекту архитектора В. С. Карповича. Здание было оформлено классицистическим резным декором, а также двумя майоликовыми панно и майоликовым фигурным медальоном с цветочными мотивами, который обрамляла деревянная рама с фигурами грифонов. Все три украшения были изготовлены в керамической мастерской «Гельдвейн и Ваулин» П. К. Ваулина. Особняк с оградой выходил на красную линию застройки 12-й линии, а окружавший его сад служил буферной зоной между жильём и производством.
После революции фабрика была национализирована и в 1920-х годах носила название «Фруктовый аромат». В 1931—1935 годах на этих же мощностях работал химический завод производственного комбината «Политкаторжанин» Ленинградского областного отделения Всесоюзного общества бывших политкаторжан и ссыльнопоселенцев. Завод производил эссенции и масла для пищевой промышленности. После ликвидации общества завод был передан в ведение Наркомата пищевой промышленности и перепрофилирован в витаминный завод (Ленинградский витаминный завод № 1). Деревянный особняк при заводе был приспособлен под столовую для рабочих и кухню, а также использовался как административное здание.

## «Витаминная аптека»
С самого начала блокады ленинградские химики и врачи стали говорить, что, помимо голода, жителям осажденного города угрожают заболевания, связанные с нехваткой в рационе различных витаминов — в частности, цинга. Была организована научная группа, в которую вошли химики, биохимики и инженеры. Руководителем группы был назначен начальник химико-технологического отдела Всесоюзного НИИ витаминной промышленности и консультант санитарного управления Ленинградского фронта Алексей Дмитриевич Беззубов. К 15 октября 1941 года научной группой был подготовлен проект инструкции для производства хвойных настоев — средства от нехватки витамина С. 18 ноября 1941 года вышло решение Ленгорисполкома «О мероприятиях по предупреждению авитаминозов». Сосновую и еловую хвою для производства настоев заготавливали на окраинах города бригады женщин-заготовщиц. Также из хвои получали каротин. В дальнейшем было налажено производство дрожжей из древесины, богатых витаминами группы В, и переработка лебеды, борщевика, купыря, щавеля, крапивы, одуванчиков. Настои из этих растений спасали военнослужащих, оборонявших город, от куриной слепоты, вызванной нехваткой витамина А. Из табачной пыли, которую находили в помещениях ленинградских табачных фабрик, получали никотиновую кислоту для лечения пеллагры.
Все эти препараты производились на специализированных предприятиях города, в том числе на кондитерской фабрике имени Микояна и на Ленинградском витаминном заводе № 1. Административное здание завода — особняк Брёмме — стало известно как пункт выдачи горожанам витаминных пайков и получило народное название «витаминная аптека». В этом же здании отогревались и частично жили сотрудники витаминного завода, поскольку его было легче отопить, чем цеха фабрики.
После окончания войны Ленинградский витаминный завод на 12-й линии продолжил свою работу. С 1977 по 1987 гг. он был одним из производств химико-фармацевтического объединения «Фармакон».

## Современность
В 1971 г. обветшавший особняк Брёмме намеревались снести как здание, не представляющее архитектурной ценности. В тот же период майоликовые панно с фасада особняка были демонтированы и перенесены в фонды Государственного музея истории Ленинграда. С 2018 года эти панно экспонируются в петербургском музее архитектурной художественной керамики «Керамарх». Само здание, тем не менее, не было снесено и в 2001 году было признано выявленным объектом культурного наследия России в составе «Комплекса построек фабрики Э. Э. Бремме». В дальнейшем распоряжением КГИОП № 10-130 от 25 марта 2015 года особняк Брёмме был включен в Единый государственный реестр объектов культурного наследия (памятников истории и культуры) народов Российской Федерации (ЕГРОКН) в качестве объекта культурного наследия регионального значения, однако тем же распоряжением комплекс построек фабрики был исключен из списка выявленных объектов. Охранное обязательство на особняк Брёмме было утверждено распоряжением КГИОП № 07-19-35 от 3 февраля 2017 года.
Здания фабрики Брёмме были снесены в 2006 г., и участок был отдан под коммерческую застройку. Застройку намеревалось производить ЗАО «Профит Хаус СПб», которое планировало снос находящегося на участке особняка с воссозданием его лицевого фасада, встроенного в стену 6—8-этажного жилого дома. Однако эти планы не были осуществлены в связи с ужесточением охранных требований. При этом никаких усилий по сохранению здания собственник не предпринимал: произведенная КГИОП в январе 2017 года проверка нашла на фасадах, обшитых деревянными досками, грибок, а также следы сильного увлажнения. Металлическое покрытие кровли было деформировано, деревянные оконные заполнения рассохлись, а в интерьерах потрескалась штукатурка и перекосились дверные проемы. За ненадлежащее содержание памятника архитектуры собственник был оштрафован по решению Василеостровского суда на 1,5 миллиона рублей. Весной 2018 года территорию выкупила группа «AAG», которая планировала снести особняк, а затем его воссоздать в составе гостинично-жилого комплекса. Проект был разработан ООО «Липгарт архитектс». Однако в дальнейшем, в результате широкой огласки, которую получил этот проект, собственник изменил свои планы и намеревается отреставрировать здание с максимальным сохранением подлинных элементов. Реставрация будет производиться в 2021—2024 годах. По новому проекту здание планируют полностью разобрать, а затем, после переборки деревянных конструкций и ремонта фундаментов, восстановить в прежнем объеме. При этом дворовая территория будет застроена многоквартирным домом с паркингом, а также гостиницей. Экспертиза на проект и меры сохранности памятника при проведении работ была согласована КГИОП.

### Народный мемориал
Несмотря на то, что мемориальной доски на здании никогда не существовало, жители Санкт-Петербурга помнят особняк Брёмме как один из «блокадных адресов» — «витаминную аптеку»: существует традиция возлагать цветы к зданию к памятным датам 8 сентября (день начала блокады Ленинграда) и 27 января (день снятия блокады). В начале 2021 года по инициативе жителей Васильевского острова — участников группы в Фейсбуке «От Стрелки до Гавани» была проведена акция, длившаяся в период с 18 января (день прорыва блокады) до 27 января.
«18 января мы принесем туда фотографии своих родственников, заставших блокаду на Васильевском. Мы не планируем общих встреч или собраний, а надеемся, что между двумя блокадными годовщинами все, кто захочет присоединиться к акции, принесут фото своих родных: тех, кто в блокаду оставался на Острове; тех, кто ушел с Острова защищать Ленинград; блокадников и ветеранов, которые сами не имели отношения к Острову, но потомки которых сейчас живут на Васильевском. Приносить фото можно будет в любой день акции и в любое время. 27 января мы снимем все фотографии (мемориал задуман как временный) и сохраним их до следующего января».
В результате акции у стен особняка Брёмме появились цветы и венки, а на ограде особняка были вывешены фотографии переживших блокаду ленинградцев. Также на стене особняка появилась самодельная мемориальная табличка памяти блокадных химиков, рассказывающая о «витаминной аптеке».
С целью привлечения внимания общественности к судьбе особняка рядом с ним в 2022 году был создан народный мемориал «Линия памяти».